# Sármányvirág
A sármányvirág (Sideritis) az árvacsalánfélék (Lamiaceae) családjához tartozó növénynemzetség.
Egy faja, a parlagi sármányvirág, vagy egyszerűen csak sármányvirág (Sideritis montana) elsősorban gyógyító tulajdonságairól nevezetes. Mediterrán területen bőséggel terem, a Balkán-félszigeten, az Ibériai-félszigeten és Makaroneziában, de Közép-Európában és Ázsia mérsékelt éghajlatú részén is megtalálható.

## Története
A görög nyelvben a „sideritis” szó szerinti fordítása: „az, akinek vasfegyvere van”. A növényt már az ókori görögök is ismerték, különösen Dioszkoridész és Theophrasztosz. Bár Dioszkoridész három fajról írt, de csak az egyik (valószínűleg az S. scordioides) lehet a Sideritis rokona. Az ókori időkben a növény használata általános gyógymódnak számított, amit vasfegyverek által okozott sebeknél, sérüléseknél alkalmaztak a csatákban. Azonban mások úgy tartják, hogy a név eredete a csészelevél alakjára utal, amely a lándzsa hegyére hasonlít.

## Rendszerezése
2002-ben egy molekuláris filogenetikai vizsgálat felismerte, hogy a Sideritis és további 5 nemzetség parafiletikusan be van ágyazódva a Stachys nemzetségbe. További vizsgálatok szükségesek, hogy a Stachys és Sideritis rokonsági vizsgálatainak feltárásához.
Az EOL három fajt sorolt a nemzetségbe:
- Sideritis lanata – szőrös vasfű[forrás?]
- Sideritis montana – parlagi sármányvirág,[1] hegyi vagy parlagi vasfű[forrás?]
- Sideritis syriaca – krétai sármányvirág,[1] korai horgas vasfű[forrás?]

Ezen kívül különböző leírások (köztük a Wikispecies, az ITIS és a ZipcodeZoo) 319 különböző fajt, alfajt, ökotípust és formát különböztetnek meg, néhány közülük:
- Sideritis candicans – gyapjas sármányvirág[1]
- Sideritis cypria – ciprusi sármányvirág[1]
- Sideritis euboea
- Sideritis glacialis – havasi sármányvirág[1]
- Sideritis hyssopifolia – izsóplevelű sármányvirág[1]
- Sideritis purpurea
- Sideritis raeseri
- Sideritis remota
- Sideritis romana
- Sideritis scardica
- Sideritis theezans

A botanikusoknak igen nehéz dolguk van a Sideritis változatainak elnevezésében és besorolásában, az apró eltérések miatt.

## Növénytan

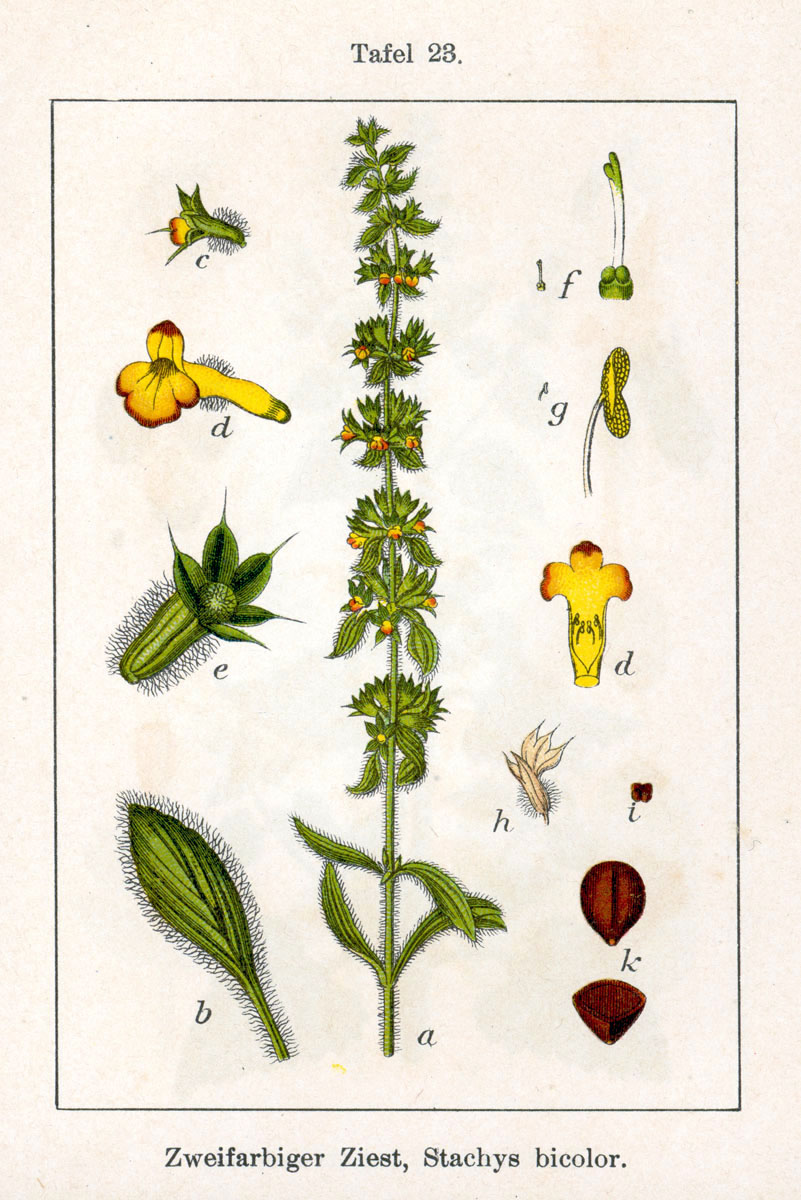
Jacob Sturm illusztráció a Sideritis montana felépítéséről Johann Georg Sturm: Deutschlands Flora in Abbildungen című könyvéhez, 1796

A nemzetséget alkotó fajok 8–50 cm magasra növő félcserjék vagy egyéves lágyszárúak, általában 1000 m fölött sziklákon találhatók. Molyhos növény, mikroszkópon keresztül szőrszálak összefonódása látható. Szárai négyszög alakúak, lágyszárúak. Levelei keresztben átellenesek, a felső részen sisak forma látható. A Sideritis virága harang alakú, halványsárga színű. A virágok hajtásvégi fürtökben nyílnak májustól augusztusig. Kis alakító metszésektől eltekintve nem igényelnek rendszeres visszavágást. Magvetéssel vagy meddő hajtásokról szedett félfás dugványokkal szaporíthatók.

## Gyógynövényként
A sármányvirág segíti az emésztést, erősíti az immunrendszert, megelőzi a megfázást és az influenzát. Vírus, gomba és baktérium ellen is hatásos, fájdalomra és enyhe szorongásra is használható.
Természettudósok szívesen ajánlják a hegyi teát, amit csodaszernek tartanak. Megfigyelések szerint közel van az igazsághoz.
Modern vizsgálatok kimutatták, hogy a tea fogyasztásával megelőzhető a csontritkulás és antioxidáns hatása miatt a rák.
A növényt tudományos kutatások is igazolják: diterpéneket, flavonoidokat és esszenciális olajokat tartalmaz. A Sideritist a zsályával és az ánizs magjával hasonlították össze, a növények flavonoidtartalmát vizsgálva. 
A legtöbb kutatást Hollandiában, Görögországban, Macedóniában, Albániában és hazánkban is végeztek 1998 májusában a Semmelweis Orvostudományi Egyetem Gyógynövény- és Drogismereti Intézetében (ma: Farmakognóziai Intézet), Budapesten.

### Felhasználása
Nagyon népszerű Görögországban, Albániában és Macedóniában, gyógy- és élvezeti teaként egyaránt fogyasztják aromás íze miatt. A tea elkészítése: forralt vízzel leönteni a szárított szárat, levelet és virágot, 15-20 percig ázni hagyni, majd mézzel és citrommal ízesíthető.

### Fordítás
- Ez a szócikk részben vagy egészben  a   Sideritis című angol Wikipédia-szócikk ezen változatának fordításán alapul.  Az eredeti cikk szerkesztőit annak laptörténete sorolja fel. Ez a jelzés csupán a megfogalmazás eredetét és a szerzői jogokat jelzi, nem szolgál a cikkben szereplő információk forrásmegjelöléseként.

## Ajánlott irodalom
- Gordon Cheers: Flóra A Világ Legnagyobb Kertészeti Enciklopédiája (Athenaeum 2000 Kiadó 2006-ban) ISBN 9639615102
- Katharina Adams - Dirk Mann: Évelő növények (Sziget Kiadó 2010) ISBN 9789637268779
- Franz-Xaver Treml: Gyógy és fűszernövények – 500 növény ismertetőjegyei, fajtái, gondozása (Sziget Kiadó 2010) ISBN 9789637268786